# Fred Niblo
Fred Niblo, pseudonimo di Frederick Liedtke (York, 6 gennaio 1874 – New Orleans, 11 novembre 1948), è stato un regista e attore statunitense.
Viene ricordato per aver diretto il film Ben-Hur nella versione del 1925 (la successiva versione del 1959 è invece di William Wyler). Fu inoltre uno dei 36 membri fondatori dell'Academy of Motion Picture Arts and Sciences (AMPAS) nel 1927, organizzazione per il miglioramento e la promozione mondiale del cinema che nel 1929 istituì il Premio Oscar.

## Biografia
Dopo aver passato due decenni a recitare negli spettacoli di vaudeville in giro per il paese e aver lavorato anche come manager per i Four Cohans, Fred Niblo si accostò al cinema. Nel 1916, apparve come attore in un paio di film australiani che segnano il suo debutto sullo schermo.
In seguito, lavorò con Thomas H. Ince, come produttore e regista. La star di molti di questi film era la sua seconda moglie, l'attrice australiana Enid Bennett. Dal 1918 al 1921, Niblo fu messo sotto contratto dalla Paramount che poi lasciò per passare alla MGM dove restò dal 1923 al 1931.
Fece parte della Motion Picture Alliance for the Preservation of American Ideals, di ispirazione anticomunista.

## Vita privata
Nel 1901, sposò Josephine Cohan, sorella del celebre George M. Cohan, restandone vedovo nel 1916. In seconde nozze, nel 1918, sposò Enid Bennett, un'attrice teatrale australiana che diventò un nome noto del cinema muto statunitense. Dal loro matrimonio, durato fino alla morte di Niblo, nacquero tre figli.

## Filmografia parziale

### Regista
- Get-Rich-Quick Wallingford (1916)
- Officer 666 (1916)
- The Marriage Ring (1918)
- When Do We Eat? (1918)
- Fuss and Feathers (1918)
- Happy Though Married (1919)
- Partners Three (1919)
- The Law of Men (1919)
- The Haunted Bedroom (1919)
- The Virtuous Thief (1919)
- Stepping Out (1919)
- What Every Woman Learns (1919)
- Dangerous Hours (1919)
- The Woman in the Suitcase (1920)
- Sex (1920)
- The False Road (1920)
- Hairpins (1920)
- Her Husband's Friend (1920)
- Il segno di Zorro (The Mark of Zorro)
- Silk Hosiery (1920)
- Mother o' Mine (1921)
- Greater Than Love (1921)
- I tre moschettieri (1921)
- Sangue e arena (1922)
- Strangers of the Night (1923)
- The Red Lily (1924)
- Ben-Hur (1925)
- Camille (1926)
- The Devil Dancer (1927)
- The Enemy (1927)
- Adriana Lecouvreur (1928)
- Vigilia d'amore (1928)
- La donna misteriosa (The Mysterious Lady) (1928)
- Redenzione (1930)
- Il grande giuoco (The Big Gamble) (1931)

### Attore
- Get-Rich-Quick Wallingford, regia di Fred Niblo (1916)
- Officer 666, regia di Fred Niblo (1916)
- Coals of Fire, regia di Victor Schertzinger (1918)
- The Bootlegger's Daughter, regia di Victor Schertzinger (1922)
- Scandalous Tongues, regia di Victor Schertzinger (1922)
- Hello, 'Frisco', regia di Slim Summerville (1924)
- A Man's Man, regia di James Cruze (1929)
- Ellery Queen, Master Detective, regia di Kurt Neumann (1940)
- Life with Henry, regia di Theodore Reed (1941)
- Fuggiamo insieme (Once Upon a Honeymoon), regia di Leo McCarey (1942)
- Crazy House, regia di Edward F. Cline (1943)

## Teatro
- The Giddy Throng (Broadway, 25 dicembre 1900)
- Running for Office (Broadway, 27 aprile 1903)
- The Rogers Brothers in Paris (Broadway, 5 settembre 1904)
- Hit-the-Trail-Holiday (Broadway, 13 settembre 1915)
- The Love Drive (Broadway, 30 ottobre 1917)
- Quiet, Please! (Broadway, 8 novembre 1940)